# Stockholm Open 2004 - Qualificazioni singolare
Le qualificazioni del singolare  dello  Stockholm Open 2004 sono state un torneo di tennis preliminare per accedere alla fase finale della manifestazione. I vincitori dell'ultimo turno sono entrati di diritto nel tabellone principale. In caso di ritiro di uno o più giocatori aventi diritto a questi sono subentrati i lucky loser, ossia i giocatori che hanno perso nell'ultimo turno ma che avevano una classifica più alta rispetto agli altri partecipanti che avevano comunque perso nel turno finale.
Le qualificazioni del torneo Stockholm Open 2004 prevedevano 32 partecipanti di cui 4 sono entrati nel tabellone principale.

## Teste di serie
1. Davide Sanguinetti (Qualificato)
2. Janko Tipsarević (Qualificato)
3. Nicolas Mahut (primo turno)
4. Michal Tabara (Qualificato)

1. Jan Frode Andersen (ultimo turno)
2. Jean-Christophe Faurel (secondo turno)
3. Aisam-ul-Haq Qureshi (secondo turno)
4. Marcus Sarstrand (ultimo turno)

## Qualificati
1. Davide Sanguinetti
2. Janko Tipsarević

1. Johan Settergren
2. Michal Tabara

## Tabellone

### Legenda
| - Q = Qualificato - WC = Wild card - LL = Lucky loser | - ALT = Alternate - SE = Special Exempt - PR = Protected Ranking | - w/o = Walkover - r = Ritirato - d = Squalificato |

### Sezione 1
|  | Primo turno       | Primo turno        | Primo turno       | Primo turno | Primo turno |  |  | Secondo turno | Secondo turno      | Secondo turno      | Secondo turno      | Secondo turno      |     |   | Ultimo turno | Ultimo turno       | Ultimo turno       | Ultimo turno | Ultimo turno |  |
|  |                   |                    |                   |             |             |  |  |               |                    |                    |                    |                    |     |   |              |                    |                    |              |              |  |
|  |                   |                    |                   |             |             |  |  |               |                    |                    |                    |                    |     |   |              |                    |                    |              |              |  |
|  |                   |                    |                   |             |             |  |  | 1             | Davide Sanguinetti | 64                 | 7                  | 6                  |     |   |              |                    |                    |              |              |  |
|  | Rickard Holmstrom | Rickard Holmstrom  | Rickard Holmstrom | 6           | 6           |  |  |               | Rickard Holmstrom  | 7                  | 5                  | 4                  |     |   |              |                    |                    |              |              |  |
|  | Erik Forsin       | Erik Forsin        | Erik Forsin       | 2           | 4           |  |  |               |                    |                    |                    |                    |     |   | 1            | Davide Sanguinetti | Davide Sanguinetti | 7            | 6            |  |
|  | Daniel Danilovic  | Daniel Danilovic   | Daniel Danilovic  | 6           | 6           |  |  |               |                    | 5                  | Jan Frode Andersen | Jan Frode Andersen | 612 | 2 |              |                    |                    |              |              |  |
|  | Nichlas Jacobsson | Nichlas Jacobsson  | Nichlas Jacobsson | 3           | 2           |  |  |               | Daniel Danilovic   | Daniel Danilovic   | 4                  | 63                 |     |   |              |                    |                    |              |              |  |
|  | 5                 | Jan Frode Andersen | 3                 | 6           | 6           |  |  | 5             | Jan Frode Andersen | Jan Frode Andersen | 6                  | 7                  |     |   |              |                    |                    |              |              |  |
|  |                   | Juho Paukku        | 6                 | 3           | 4           |  |  |               |                    |                    |                    |                    |     |   |              |                    |                    |              |              |  |

### Sezione 2
|  | Primo turno         | Primo turno         | Primo turno         | Primo turno | Primo turno |  |  | Secondo turno | Secondo turno    | Secondo turno    | Secondo turno    | Secondo turno |   |   | Ultimo turno | Ultimo turno     | Ultimo turno | Ultimo turno | Ultimo turno |  |
|  |                     |                     |                     |             |             |  |  |               |                  |                  |                  |               |   |   |              |                  |              |              |              |  |
|  | 2                   | Janko Tipsarević    | Janko Tipsarević    | 6           | 6           |  |  |               |                  |                  |                  |               |   |   |              |                  |              |              |              |  |
|  |                     | Mikael Myrhed       | Mikael Myrhed       | 1           | 0           |  |  | 2             | Janko Tipsarević | Janko Tipsarević | 7                | 6             |   |   |              |                  |              |              |              |  |
|  | Jordan Kerr         | Jordan Kerr         | Jordan Kerr         | 6           | 6           |  |  |               | Jordan Kerr      | Jordan Kerr      | 64               | 1             |   |   |              |                  |              |              |              |  |
|  | Tim Goransson       | Tim Goransson       | Tim Goransson       | 0           | 4           |  |  |               |                  |                  |                  |               |   |   | 2            | Janko Tipsarević | 7            | 3            | 6            |  |
|  | Paul Baccanello     | Paul Baccanello     | Paul Baccanello     | 6           | 7           |  |  |               |                  | 8                | Marcus Sarstrand | 64            | 6 | 4 |              |                  |              |              |              |  |
|  | Christian Johansson | Christian Johansson | Christian Johansson | 3           | 5           |  |  |               | Paul Baccanello  | Paul Baccanello  | 5                | 2             |   |   |              |                  |              |              |              |  |
|  | 8                   | Marcus Sarstrand    | Marcus Sarstrand    | 6           | 6           |  |  | 8             | Marcus Sarstrand | Marcus Sarstrand | 7                | 6             |   |   |              |                  |              |              |              |  |
|  |                     | Jasenko Masic       | Jasenko Masic       | 3           | 0           |  |  |               |                  |                  |                  |               |   |   |              |                  |              |              |              |  |

### Sezione 3
|  | Primo turno      | Primo turno            | Primo turno            | Primo turno | Primo turno |  |  | Secondo turno    | Secondo turno          | Secondo turno    | Secondo turno    | Secondo turno    |   |   | Ultimo turno     | Ultimo turno     | Ultimo turno     | Ultimo turno | Ultimo turno |  |
|  |                  |                        |                        |             |             |  |  |                  |                        |                  |                  |                  |   |   |                  |                  |                  |              |              |  |
|  |                  | Scott Humphries        | 6                      | 4           | 6           |  |  |                  |                        |                  |                  |                  |   |   |                  |                  |                  |              |              |  |
|  | 3                | Nicolas Mahut          | 3                      | 6           | 4           |  |  | Scott Humphries  | Scott Humphries        | Scott Humphries  | 4                | 69               |   |   |                  |                  |                  |              |              |  |
|  | Frederik Nielsen | Frederik Nielsen       | 64                     | 7           | 6           |  |  | Frederik Nielsen | Frederik Nielsen       | Frederik Nielsen | 6                | 7                |   |   |                  |                  |                  |              |              |  |
|  | Todd Perry       | Todd Perry             | 7                      | 62          | 2           |  |  |                  |                        |                  |                  |                  |   |   | Frederik Nielsen | Frederik Nielsen | Frederik Nielsen | 68           | 64           |  |
|  | Johan Settergren | Johan Settergren       | Johan Settergren       | 6           | 6           |  |  |                  |                        | Johan Settergren | Johan Settergren | Johan Settergren | 7 | 7 |                  |                  |                  |              |              |  |
|  | Martin Taipale   | Martin Taipale         | Martin Taipale         | 1           | 2           |  |  |                  | Johan Settergren       | 6                | 3                | 6                |   |   |                  |                  |                  |              |              |  |
|  | 6                | Jean-Christophe Faurel | Jean-Christophe Faurel | 6           | 6           |  |  | 6                | Jean-Christophe Faurel | 3                | 6                | 2                |   |   |                  |                  |                  |              |              |  |
|  |                  | Johan Landsberg        | Johan Landsberg        | 1           | 3           |  |  |                  |                        |                  |                  |                  |   |   |                  |                  |                  |              |              |  |

### Sezione 4
|  | Primo turno        | Primo turno          | Primo turno        | Primo turno | Primo turno |  |  | Secondo turno | Secondo turno        | Secondo turno        | Secondo turno  | Secondo turno  |   |   | Ultimo turno | Ultimo turno  | Ultimo turno  | Ultimo turno | Ultimo turno |  |
|  |                    |                      |                    |             |             |  |  |               |                      |                      |                |                |   |   |              |               |               |              |              |  |
|  | 4                  | Michal Tabara        | 1                  | 7           | 6           |  |  |               |                      |                      |                |                |   |   |              |               |               |              |              |  |
|  |                    | Robert Lindstedt     | 6                  | 63          | 1           |  |  | 4             | Michal Tabara        | Michal Tabara        | 6              | 6              |   |   |              |               |               |              |              |  |
|  | Maximilian Abel    | Maximilian Abel      | Maximilian Abel    | 6           | 6           |  |  |               | Maximilian Abel      | Maximilian Abel      | 4              | 3              |   |   |              |               |               |              |              |  |
|  | Tobias Hildebrand  | Tobias Hildebrand    | Tobias Hildebrand  | 3           | 4           |  |  |               |                      |                      |                |                |   |   | 4            | Michal Tabara | Michal Tabara | 6            | 6            |  |
|  | Pablo Figueroa     | Pablo Figueroa       | Pablo Figueroa     | 6           | 6           |  |  |               |                      |                      | Pablo Figueroa | Pablo Figueroa | 4 | 0 |              |               |               |              |              |  |
|  | Sebastian Carlsson | Sebastian Carlsson   | Sebastian Carlsson | 4           | 2           |  |  |               | Pablo Figueroa       | Pablo Figueroa       | 7              | 6              |   |   |              |               |               |              |              |  |
|  | 7                  | Aisam-ul-Haq Qureshi | 5                  | 7           | 6           |  |  | 7             | Aisam-ul-Haq Qureshi | Aisam-ul-Haq Qureshi | 6              | 2              |   |   |              |               |               |              |              |  |
|  |                    | Johan Örtegren       | 7                  | 5           | 4           |  |  |               |                      |                      |                |                |   |   |              |               |               |              |              |  |